# L'Homme de Kiev (film)
Pour les articles homonymes, voir The Fixer et L'Homme de Kiev.
Pour plus de détails, voir Fiche technique et Distribution.
L'Homme de Kiev (The Fixer) est un film britannique réalisé par John Frankenheimer et sorti en 1968. Il s'agit de l'adaptation du roman du même nom de Bernard Malamud, paru en 1966 et lauréat du prix Pulitzer de la fiction l'année suivante. Le roman s'inspire des accusations de meurtre rituel portées contre Menahem Mendel Beilis en 1911.

## Synopsis
Dans l'Empire russe du début des années 1910, Yakov Bok est un courageux artisan juif ukrainien. Abandonné par sa femme, il décide de quitter sa ferme pour tenter sa chance à Kiev. Il y sauve la vie de Lebedev, un homme riche et antisémite. Pour le remercier, Lebedev décide de l'employer comme domestique. La fille de ce dernier s'intéresse alors à Yakov. Mais le paysan demeure insensible à son charme et ses avances. Se sentant humiliée, la jeune femme l'accuse de viol. L'antisémitisme ambiant va alors amplifier ce mensonge et l'affaire va prendre des proportions très importantes.

## Fiche technique
Sauf indication contraire, les informations mentionnées dans cette section peuvent être confirmées par la base de données cinématographiques IMDb,  présente dans la section « Liens externes ».
- Titre original : The Fixer
- Titre français : L'Homme de Kiev
- Réalisation : John Frankenheimer
- Scénario : Dalton Trumbo, d'après le roman L'Homme de Kiev de Bernard Malamud
- Musique : Maurice Jarre
- Directeur de la photographie : Marcel Grignon
- Montage : Henry Berman
- Scripte : Lucie Lichtig
- Production : Edward Lewis

Producteur associé : Enrico Isacco
- Sociétés de production : Metro-Goldwyn-Mayer British Studios, Edward Lewis Productions et John Frankenheimer Productions Inc.
- Société de distribution : Metro-Goldwyn-Mayer (États-Unis, France, Belgique)
- Budget : n/a
- Pays d'origine :  Royaume-Uni
- Langue originale : anglais
- Format : couleur -
- Genre : drame
- Durée : 132 minutes
- Dates de sortie[1] :
  -  États-Unis : 8 décembre 1968 (avant-première à New York)
  -  France : 18 juin 1969

## Distribution
- Alan Bates : Yakov Bok
- Dirk Bogarde : Bibikov
- Georgia Brown : Marfa Golov
- Hugh Griffith : Lebedev
- Elizabeth Hartman : Zinaida
- Ian Holm : Grubeshov
- David Opatoshu : Latke
- David Warner : le comte Odoevsky
- Michael Goodliffe : Ostrovsky
- David Lodge : Zhitnyak
- Carol White : Raist
- George Murcell : le shérif Warden
- Murray Melvin : le prêtre
- Francis De Wolff : Warden
- Alfie Bass : Potseikin (non crédité)
- Imre Antal : un prisonnier (non crédité)
- Danny Green : The Giggler (non crédité)

## Production

### Attribution des rôles
John Frankenheimer voulait initialement Richard Burton pour le rôle de Yakov Bok, alors que le studio préférait Peter Sellers[réf. à confirmer]. Le rôle revient finalement à Alan Bates.
Jack Gilford est engagé pour un rôle mais sera entièrement coupé au montage[réf. à confirmer].
Il s'agit du dernier long métrage de Danny Green[réf. à confirmer].

### Tournage
Le tournage a lieu en Hongrie, qui est alors un pays communiste. L'équipe travaille énormément à raison de six jours par semaine avec une forte pression. Plusieurs personnes se plaignent de l'attitude du réalisateur John Frankenheimer, dont Dirk Bogarde, qui le surnomme « Frankenstein ».

## Accueil
Dans Le Monde, Jean de Baroncelli compare le film à Z de Costa-Gavras sorti peu après : « Il est malheureusement beaucoup moins percutant. Ce qui était pamphlet chez Costa-Gavras devient grandiloquent plaidoyer chez John Frankenheimer. S'inspirant d'un “best-seller” de Bernard Malamud, le réalisateur américain a voulu, en effet, conserver à son film l'épaisseur romanesque du récit original. Le résultat est une narration pesante et appliquée qui sombre dans toutes les conventions de la superproduction hollywoodienne. Les efforts de Frankenheimer pour reconstituer le “climat” de la vieille Russie tsariste sont aussi vains que ceux d'Alan Bates pour jouer en profondeur le rôle du paysan juif. »

## Distinctions principales
Aux Oscars 1969, Alan Bates est nommé à l'Oscar du meilleur acteur. Le film recevra par ailleurs quatre nominations aux Golden Globes la même année (meilleur film dramatique, meilleur acteur dans un film dramatique pour Alan Bates, meilleur acteur dans un second rôle pour Hugh Griffith et meilleur scénario pour Dalton Trumbo).

## Autour du film
La diffusion de ce film à la télévision française, sur la deuxième chaîne de l'ORTF, dans le cadre de l'émission Les Dossiers de l'écran présentée par Alain Jérôme, est interrompue le 2 avril 1974 à 22 h 15 par l'annonce par Philippe Harrouard du décès du président de la République française en exercice Georges Pompidou,.